# 孙大栋
孙大栋（？—），中华人民共和国外交官，曾任中华人民共和国驻爱沙尼亚共和国特命全权大使。